# Pteroceras simondianum
Pteroceras simondianum är en orkidéart som först beskrevs av François Gagnepain, och fick sitt nu gällande namn av Leonid Vladimirovitj Averjanov. Pteroceras simondianum ingår i släktet Pteroceras och familjen orkidéer.
Artens utbredningsområde är Vietnam. Inga underarter finns listade i Catalogue of Life.